# Joy (court métrage)
Pour les articles homonymes, voir Joy.
Pour plus de détails, voir Fiche technique et Distribution.
Joy est un court métrage français écrit et réalisé par Alexis Personné et Jérémie Piegay, sorti en 2014.
Le film a remporté trois prix en festivals dont le Grand Prix Espoir de Troyes 2014, le Grand Prix et le Prix d'interprétation au Festival du CLAC 2014 de Lyon. Présenté au 68e short film corner lors du Festival de Cannes 2015.

## Synopsis
Le voyage que Joy s'apprête à faire avec son père et sa sœur va changer à jamais sa façon de percevoir le monde.
C'est la première fois que Joy va à la neige avec son père et sa petite sœur. Alors qu'elle prépare une vidéo pour sa mère avec son caméscope DV une voiture les percute de plein fouet. Joy ne ressort pas idem de cet accident, elle perd progressivement la vue, quelque chose qui lui parait insurmontable.

## Fiche technique
Sauf indication contraire, les informations mentionnées dans cette section peuvent être confirmées par la base de données cinématographiques IMDb,  présente dans la section « Liens externes ».
- Titre original : Joy
- Réalisation :  Alexis Personné et Jérémie Piegay
- Scénario :  Alexis Personné, Jérémie Piegay et Emma Pataud
- Pays d’origine :  France
- Langue originale : Français
- Durée : 7 minutes
- Format : couleur - 1.85:1
- Genre : drame
- Dates de sortie[5] :

 France : 8 avril 2015 (Festival du CLAC 2014 - compétition officielle)

## Distribution
- Edith Saulnier : Joy
- Patrick Guidetti : Le père
- Bertille Garraud : Emma

## Distinctions

### Récompenses
- Festival du CLAC 2014[6] (Lyon) : Grand Prix
- Festival du CLAC 2014 (Lyon) : Prix d'interprétation pour Edith Saulnier
- Festival du Film Court de Troyes 2014[7] (Troyes) : Grand Prix Espoir

### Nominations et sélections
- Long Story Short 2015[8] (Washington)
- Hotmilk Festival 2014[9] (Choletais)

### Festivals
- Diffusé au Festival International du premier film d'Annonay[10] en février 2015.
- Diffusé au Ciné Duchère le 26 février 2015[11].
- Diffusé au festival Chariot en scène de la ville de Sathonay-Camp du 2 au 5 juillet 2015[12].